# Viveka Nygren
Anna Viveka Nygren, född von Gerber 7 oktober 1925 i Lund, Malmöhus län, död 13 november 2015 i Vintrosa, Knista församling, Örebro län, var en svensk textilkonstnär.
Nygren studerade vid Högre konstindustriella skolan i Stockholm samt Gerlesborgsskolan. Hon deltog i H55-utställningen och har deltagit i ett flertal nationella utställningar och utställningen i Craft Centre, London 1969. Hon arbetade för hemslöjden i Kristianstads läns Hemslöjdsförening och Örebro län under 1950-talet och har en egen ateljé i Glanshammar utanför Örebro. Hon debuterade som fri textilkonstnär på Hantverket 1968. Hennes konstnärskap spänner mellan det primitivt vildvuxna och det genialt enkla. Tekniskt är hon djärv i sitt materialval och starkt sensuell i sin färg och formspråk.
Bland hennes offentliga utsmyckningar  med enkla och strama men rika arbeten märks Bromma gymnasium och Universitetsbiblioteket i Stockholm, Örebro tingsrätt och för Svenska EU-kansliet i Bryssel med vita sidenryor och en svart trasrya tillsammans med kelimvävda mattor i silke och lin.
Hon är representerad på Nationalmuseum i Stockholm, Textilmuseet i Borås och Örebro läns landsting.